# 国道34号

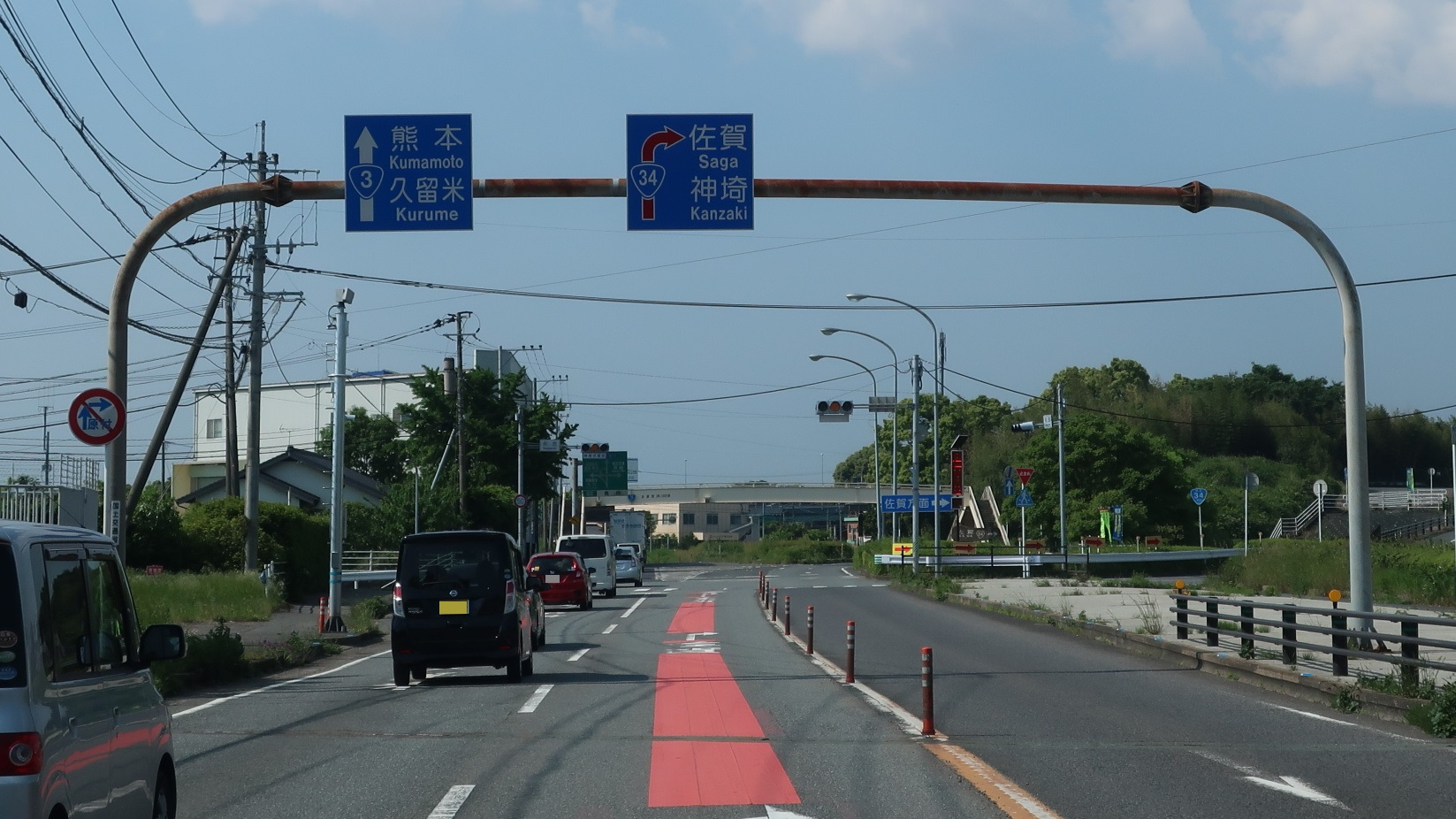
国道34号 起点
佐賀県鳥栖市 永吉交差点

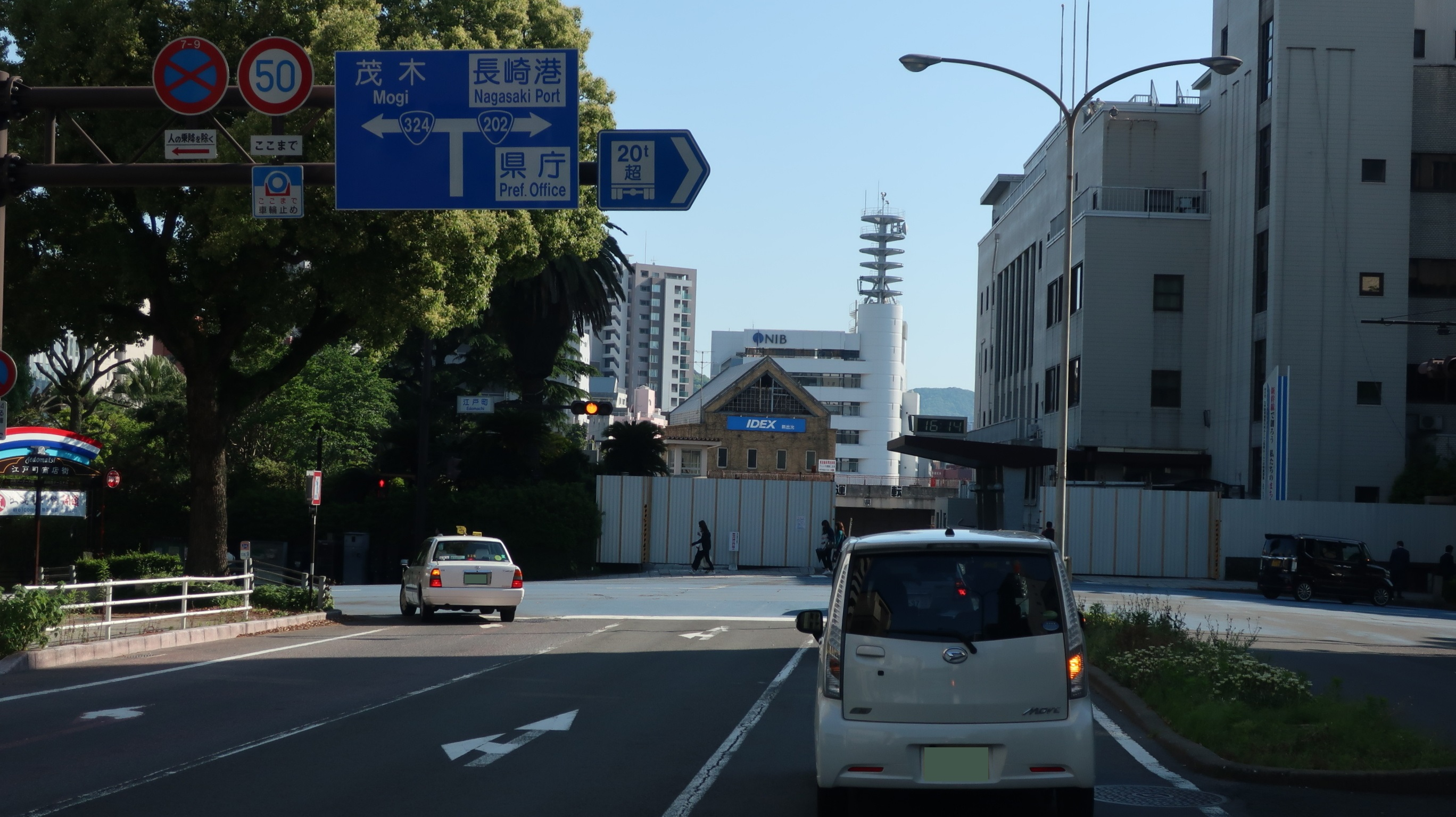
国道34号 終点
長崎県長崎市 江戸町交差点

国道34号（こくどう34ごう）は、佐賀県鳥栖市から長崎県長崎市に至る一般国道である。

## 概要
江戸時代に整備された脇街道の一つである長崎街道を前身とする路線で、起点の鳥栖市から西に進路を取り、佐賀県南部の主要都市である神埼市、佐賀市などを経由する。その後武雄市で南に進路を変え、大村湾を望む長崎県大村市や、同県中央部に位置する諫早市などを経て、終点の長崎市に至る路線である。

### 路線データ
一般国道の路線を指定する政令 に基づく起終点および重要な経過地は次のとおり。
- 起点：鳥栖市（永吉交差点 = 国道3号交点）
- 終点：長崎市（江戸町交差点 = 国道57号・国道202号終点、国道206号・国道251号・国道324号起点）
- 重要な経過地：佐賀県神埼郡三田川町[注釈 2]、同郡神埼町[注釈 3]、佐賀市（高木瀬町）、同県小城郡三日月町[注釈 4]、同郡牛津町[注釈 4]、同県杵島郡江北町、武雄市、長崎県東彼杵郡東彼杵町、大村市、諫早市、同県西彼杵郡多良見町[注釈 5]
- 総延長：151.9 km（佐賀県 77.9 km、長崎県 74.0 km）[2][注釈 6]
- 重用延長：なし[2][注釈 6]
- 実延長：151.9 km（佐賀県 77.9 km、長崎県 74.0 km）[2][注釈 6]
  - 現道：150.8 km（佐賀県 76.8 km、長崎県 74.0 km）[2][注釈 6]
  - 旧道：なし[2][注釈 6]
  - 新道：1.1 km（佐賀県 1.1 km、長崎県 - km）[2][注釈 6]
- 指定区間：鳥栖市永吉町字本川718-1 - 長崎市江戸町2-2（全線）[3]

## 歴史
今日では本州方面より鹿児島へ向かう道が国道3号、国道3号の鳥栖より分岐して長崎へ向かう道が国道34号となっているが、かつては本州と長崎とを結ぶ道が長崎街道と呼ばれ、鹿児島へ向かう道は長崎街道から鳥栖付近で分岐する薩摩街道であった。

### 年表
- 1885年（明治18年） - 内務省告示第6号「國道表」でもそれを踏襲し、長崎街道が国道4号「東京より長崎港に達する路線」（現1号、2号、3号、200号、3号、34号経由）、薩摩街道が国道11号「東京より熊本鎮台に達する路線」・国道37号「東京より鹿児島県に達する路線」（現3号経由）となった。
- 1920年（大正9年）施行の旧道路法に基づく路線認定では、鹿児島へ向かう道の方が上位路線の国道2号「東京市より鹿児島県庁所在地に達する路線（甲）」となり、長崎へ向かう道は国道2号から鳥栖で分岐する国道25号「東京市より長崎県庁所在地に達する路線」となった。これは、国道の指定の順番が、明治国道では開港場へ至る道が1番目になっていたのに対し、大正国道では各府県庁へ至る道の方が先になっているためである。そのため、長崎県庁へ至る道よりも長い鹿児島県庁に至る道の方が上位路線となった。
- 1952年（昭和27年）12月4日 - 新道路法に基づく路線指定で、旧25号は一級国道34号（佐賀県三養基郡基里村（現 鳥栖市） - 長崎県長崎市）として指定された。
- 1965年（昭和40年）4月1日 - 道路法改正によって一級・二級の別がなくなり一般国道34号となった。
- 2006年（平成18年）6月5日 - 長崎県内の渋滞の名所となっていた市布交差点立体化事業が暫定供用され、東長崎→諫早、諫早→長崎バイパスの移動の際の信号待ちがなくなり、渋滞が緩和された。
- 2007年（平成19年）6月16日 - 小船越交差点改良事業により新小船越トンネルが供用開始され、大村→島原の通行車両がいったんUターンを強いられる不便が解消された。

## 路線状況
全線のうち1割程度の路線は4車線以上の道路であるが、そのほかは全線2車線である。
佐賀県内では特に交通量の多い鳥栖市 - 佐賀市にかけての区間のうち鳥栖市から神埼市までが片側1車線であるため、慢性的な渋滞に悩まされている。
佐賀県嬉野市にある湯野田橋は、1888年（明治21年）に湯野田川に架設された一般国道のなかでも最古の橋として知られる。
長崎市街地でも交通量が多かったが、長崎県庁舎の移転（2018年1月）や長崎市役所の移転（2023年1月）などによって交通量や歩行者数は減少傾向にある。これを受けて2023年（令和5年）に長崎市内の江戸町交差点から市役所前交差点までの749.3 mについて道路占用許可基準を緩和する歩行者利便増進道路に指定された。

### 別名
- 長崎街道
- 北部バイパス※通称。略称「北バイ」、環状北通り※公募愛称・標識（佐賀市）[6]
- 彼杵通り（長崎県）

### バイパス

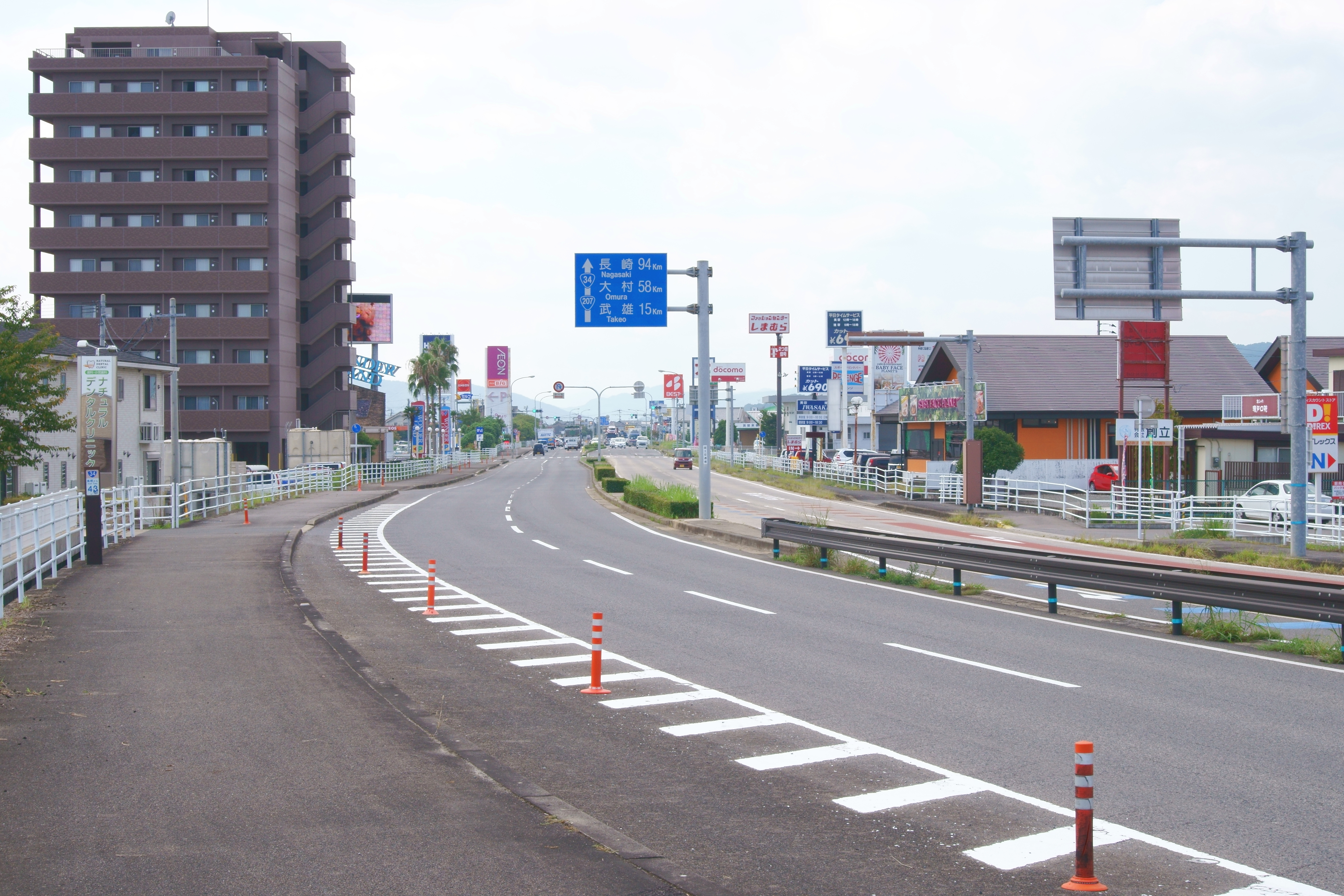
江北バイパス
佐賀県杵島郡江北町

- 佐賀県
  - 佐賀バイパス
  - 江北バイパス
  - 武雄バイパス
- 長崎県
  - 日見バイパス
  - E96 長崎バイパス（有料）
  - 諫早北バイパス

### 重複区間

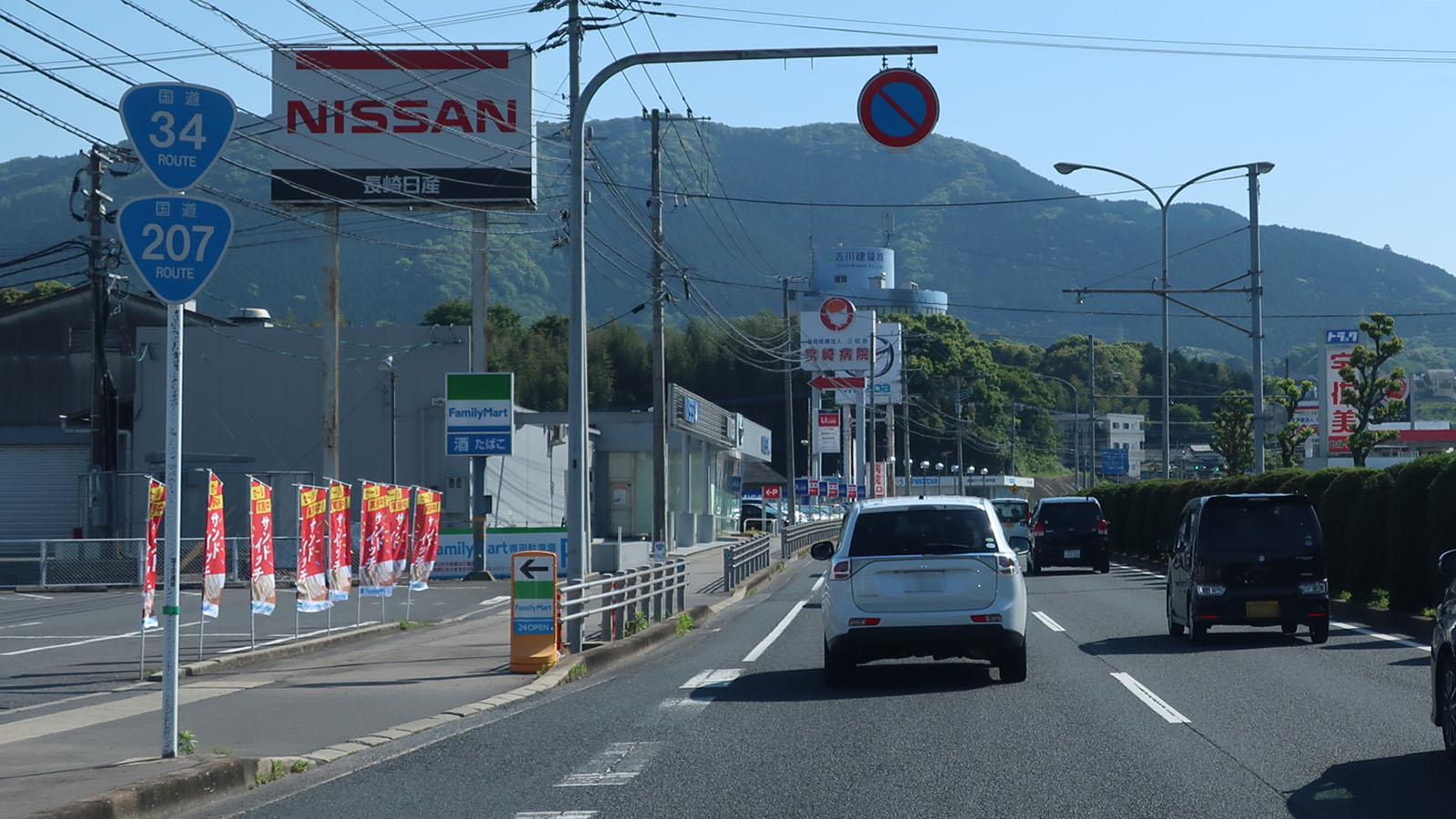
国道207号との重複
長崎県諫早市久山町

- 国道203号（佐賀県佐賀市日の出1丁目・SAGAアリーナ前交差点 - 小城市三日月町樋口・五条交差点）
- 国道207号（佐賀県小城市牛津町勝・前満江交差点 - 杵島郡江北町大字山口・東分交差点）
- 国道498号（佐賀県武雄市北方町大字大崎・北方工業団地入口交差点 - 武雄市北方町大字大崎・武雄北方インター交差点）
- 国道207号（長崎県諫早市小船越町・小船越トンネル交差点 - 諫早市多良見町化屋・喜々津駅東口交差点）
- 国道57号（長崎県諫早市小船越町・小船越トンネル交差点 - 長崎市江戸町・江戸町交差点（終点））
- 国道251号（長崎県長崎市田中町・切通交差点 - 長崎市江戸町・江戸町交差点（終点））

### 道路施設

#### 橋梁
- 佐賀県
  - 神野橋（大木川、鳥栖市）
  - 丁の坪橋（驫木川、鳥栖市）
  - 驫木橋（薬師川、鳥栖市）
  - 幸津橋（安良川、鳥栖市）
  - 山の内橋（山内川、三養基郡みやき町）
  - 中原橋（寒水川、三養基郡みやき町）
  - 舟石橋（三養基郡上峰町）
  - 切通橋（切通川、三養基郡上峰町）
  - 吉田2号橋（神埼郡吉野ヶ里町）
  - 上熊野橋（神埼郡吉野ヶ里町）
  - 田手橋（田手川、神埼郡吉野ヶ里町）
  - 貝川橋（神埼郡吉野ヶ里町 - 神埼市）
  - 栄橋（神埼市）
  - 神埼橋（城原川、神埼市）
  - 大町橋（神埼市）
  - 千速橋（神埼市）
  - 大工田橋（神埼市）
  - 姉川橋（中地江川、神埼市）
  - 若宮新橋（佐賀市）
  - 若渕橋（巨勢川、佐賀市）
  - 兵庫大橋（長崎本線、佐賀市）
  - 高台東橋（市の江幹線水路、佐賀市）
  - 高台西橋（市の江幹線水路、佐賀市）
  - 西渕橋（佐賀市）
  - 多布施川橋（多布施川、佐賀市）
  - 東新庄橋（八尻川、佐賀市）
  - 江里桜橋（佐賀市）
  - 嘉瀬大橋（嘉瀬川・祇園川、佐賀市 - 小城市）
  - 境橋（小城市）
  - 西水橋（小城市）
  - 江津ヶ里橋（牛津江川、小城市）
  - 新満江橋（立堀川、小城市）
  - 牛津大橋（牛津川、小城市）
  - 佐留志高架橋（佐賀県道35号多久江北線・長崎本線、杵島郡江北町）
  - 山口橋（杵島郡江北町）
  - 境川橋（杵島郡江北町）
  - 観音下橋（古川、杵島郡江北町）
  - 古賀橋（杵島郡江北町）
  - 喜右衛門橋（武雄市）
  - 焼米橋（武雄市）
  - 菰牟田橋（武雄市）
  - 川添橋（川添川、武雄市）
  - 丁三橋（武雄市）
  - 藤山橋（武雄川、武雄市）
  - 第三御船橋（武雄川、武雄市）
  - 第二御船橋（富岡川、武雄市）
  - 第一御船橋（下砥石川、武雄市）
  - 御船橋（武雄川、武雄市）
  - 長谷橋（小田志川、嬉野市）
  - 乙女橋（下宿川、嬉野市）
  - 湯野田橋（湯野田川、嬉野市）
  - 内山谷橋（湯野田川、嬉野市）
- 長崎県
  - 大三根橋（彼杵川、東彼杵郡東彼杵町）
  - 千綿橋（千綿川、東彼杵郡東彼杵町）
  - 串浦橋（串浦川、東彼杵郡東彼杵町）
  - 串橋（串川、東彼杵郡東彼杵町）
  - 江ノ串橋（江ノ串川、東彼杵郡東彼杵町）
  - 餅ノ浜橋（大村市）
  - 寺本橋（変配川、大村市）
  - 福重橋（郡川、大村市）
  - 杭出津橋（大上戸川、大村市）
  - 琴之浦橋（内田川、大村市）
  - 公園橋（玖島川、大村市）
  - 与崎橋（荒川、大村市）
  - 境橋（針尾川、大村市）
  - 鈴田橋（鈴田川、大村市）
  - 古松橋（内倉川、大村市）
  - 貝津橋（東大川、諫早市）
  - 横島橋（西大川、諫早市）
  - 久山橋（久山川、諫早市）
  - 喜々津橋（喜々津川、諫早市）
  - 梶木橋（喜々津川、諫早市）
  - 小国橋（念正川、長崎市）
  - 間ノ瀬橋（間ノ瀬川、長崎市）
  - 樋渡瀬橋（現川川、長崎市）
  - 五番町橋（中尾川、長崎市）
  - 新妙相寺橋（長崎市）
  - 新番所橋（長崎市）
  - 一之橋（中島川、長崎市）
  - 中之橋（中島川、長崎市）
  - 鎮西橋（西山川、長崎市）

#### トンネル
- 長崎県
  - 小船越トンネル、諫早市
  - 新日見トンネル（下り線）：延長1,032 m[7]、2021年（令和3年）竣工、長崎市
  - 新日見トンネル（上り線）：延長1,055 m、1994年（平成6年）竣工、長崎市
  - 本河内トンネル（下り線）：延長329 m、1999年（平成11年）竣工、長崎市
  - 本河内トンネル（上り線）：延長254 m、2004年（平成16年）竣工、長崎市

#### 道の駅
- 佐賀県
  - かみみね（三養基郡上峰町）
  - うれしの まるく（嬉野市）
- 長崎県
  - 長崎街道鈴田峠（大村市）

## 地理

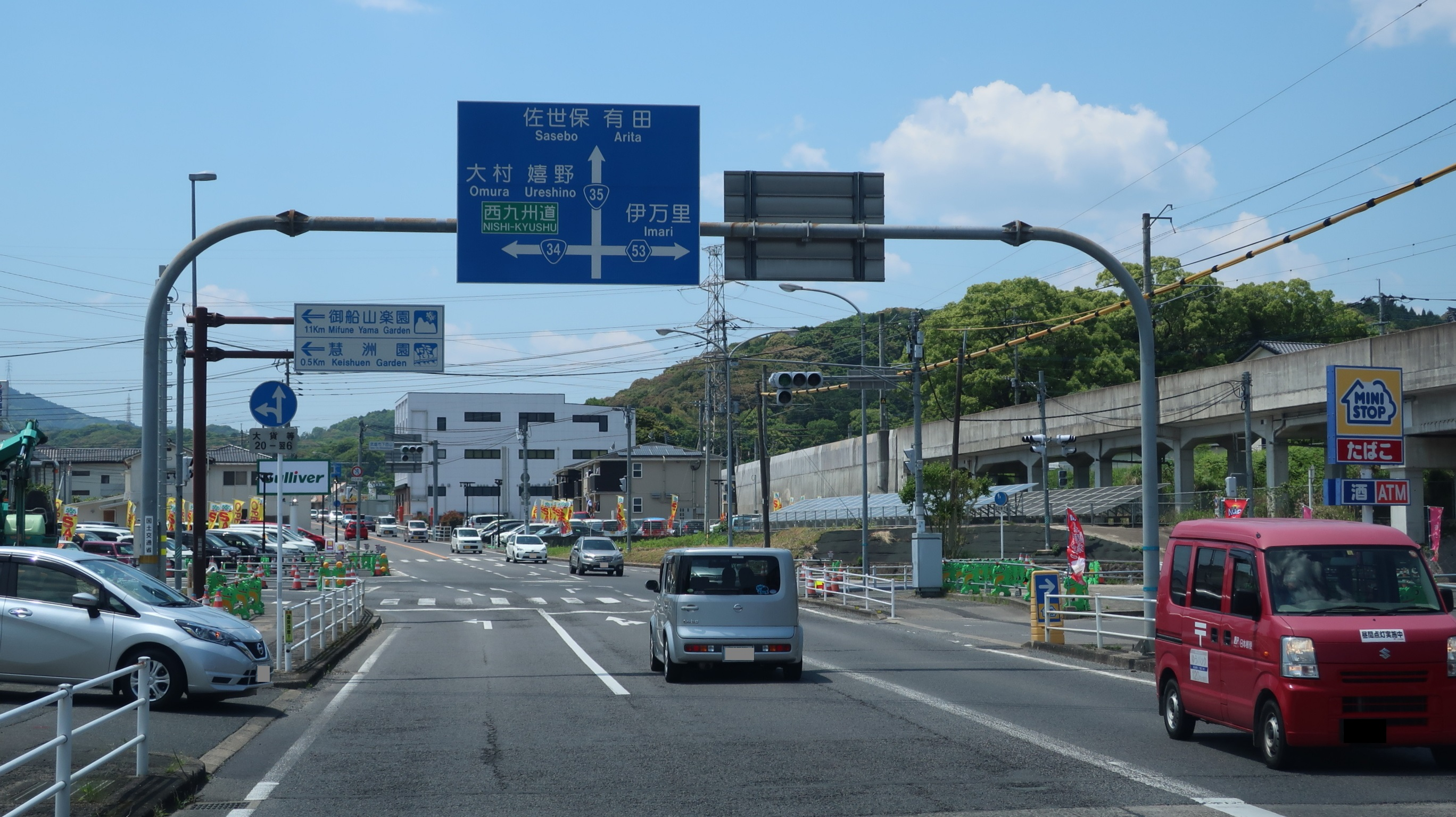
国道35号との分岐
佐賀県武雄市武雄町

### 通過する自治体
- 佐賀県
  - 鳥栖市 - 三養基郡みやき町 - 三養基郡上峰町 - 神埼郡吉野ヶ里町 - 神埼市 - 佐賀市 - 小城市 - 杵島郡江北町 - 杵島郡大町町 - 武雄市 - 嬉野市
- 長崎県
  - 東彼杵郡東彼杵町 - 大村市 - 諫早市 - 長崎市

### 交差する道路
| 交差する道路                                                                                          | 都道府県名 | 市町村名 | 市町村名   | 交差する場所                 | 交差する場所                        |
| --- | ---------- | -------- | ---------- | ---------------------------- | ----------------------------------- |
| 国道3号                                                                                               | 佐賀県     | 鳥栖市   | 鳥栖市     | 永吉町                       | 永吉交差点 / 起点                   |
| E3 九州自動車道 E34 長崎自動車道 E34 大分自動車道                                                     | 佐賀県     | 鳥栖市   | 鳥栖市     | 田代昌町                     | 1 鳥栖IC 9 鳥栖JCT                  |
| E3 九州自動車道 E34 長崎自動車道 E34 大分自動車道                                                     | 佐賀県     | 鳥栖市   | 鳥栖市     | 田代本町                     | 1 鳥栖IC 9 鳥栖JCT                  |
| 佐賀県道31号佐賀川久保鳥栖線 重複区間起点                                                             | 佐賀県     | 鳥栖市   | 鳥栖市     | 宿町                         | 宿町交差点                          |
| 佐賀県道31号佐賀川久保鳥栖線 重複区間終点 佐賀県道220号鳥栖停車場線                                   | 佐賀県     | 鳥栖市   | 鳥栖市     | 元町                         | 元町交差点                          |
| 福岡県道・佐賀県道17号久留米基山筑紫野線                                                              | 佐賀県     | 鳥栖市   | 鳥栖市     | 轟木町                       | 轟木二本黒木交差点                  |
| 佐賀県道348号新鳥栖停車場線                                                                           | 佐賀県     | 鳥栖市   | 鳥栖市     | 幸津町                       | 新鳥栖駅南入口交差点                |
| 佐賀県道・福岡県道145号江口長門石江島線                                                               | 佐賀県     | 鳥栖市   | 鳥栖市     | 村田町                       | 村田町交差点                        |
| 福岡県道136号入部中原停車場線・佐賀県道136号早良中原停車場線 重複区間起点 佐賀県道336号中原鳥栖線     | 佐賀県     | 三養基郡 | みやき町   | 大字簑原                     | 中原橋交差点                        |
| 福岡県道136号入部中原停車場線・佐賀県道136号早良中原停車場線 重複区間終点 佐賀県道280号中津隈原古賀線 | 佐賀県     | 三養基郡 | みやき町   | 大字原古賀                   | 三養基高校入口交差点                |
| 佐賀県道46号中原三瀬線 佐賀県道・福岡県道133号坊所城島線                                              | 佐賀県     | 三養基郡 | 上峰町     | 大字坊所                     | 上峰町切通し交差点                  |
| 佐賀県道22号北茂安三田川線 佐賀県道334号吉野ヶ里公園線                                                | 佐賀県     | 神埼郡   | 吉野ヶ里町 | 目達原                       | 久留米分岐交差点                    |
| 国道385号                                                                                             | 佐賀県     | 神埼郡   | 吉野ヶ里町 | 田手                         | 田手交差点                          |
| 佐賀県道222号肥前神埼停車場線                                                                         | 佐賀県     | 神埼市   | 神埼市     | 神埼町田道ヶ里               | 神埼駅前交差点                      |
| 佐賀県道21号三瀬神埼線                                                                                | 佐賀県     | 神埼市   | 神埼市     | 神埼町神埼                   | 神埼市役所前交差点                  |
| 佐賀県道48号佐賀外環状線 重複区間起点                                                                 | 佐賀県     | 神埼市   | 神埼市     | 神埼町枝ヶ里                 | 協和町交差点                        |
| 佐賀県道48号佐賀外環状線 重複区間終点 佐賀県道401号佐賀環状自転車道線                                 | 佐賀県     | 神埼市   | 神埼市     | 神埼町本告牟田               | 神埼橋西交差点                      |
| 佐賀県道51号佐賀脊振線 重複区間起点                                                                   | 佐賀県     | 佐賀市   | 佐賀市     | 兵庫町大字瓦町               | 堀立東交差点                        |
| 佐賀県道51号佐賀脊振線 重複区間終点                                                                   | 佐賀県     | 佐賀市   | 佐賀市     | 兵庫町大字瓦町               | 堀立西交差点                        |
| 佐賀県道294号薬師丸佐賀停車場線                                                                       | 佐賀県     | 佐賀市   | 佐賀市     | 兵庫町大字渕                 | 下渕交差点                          |
| 佐賀県道333号佐賀環状東線                                                                             | 佐賀県     | 佐賀市   | 佐賀市     | 兵庫北5丁目                  | 兵庫町西渕交差点                    |
| 国道203号 重複区間起点 国道263号 国道264号 国道323号                                                  | 佐賀県     | 佐賀市   | 佐賀市     | 日の出1丁目                  | SAGAアリーナ前交差点                |
| 国道208号                                                                                             | 佐賀県     | 佐賀市   | 佐賀市     | 開成6丁目                    | 佐大医学部入口交差点                |
| 佐賀県道267号松尾佐賀停車場線                                                                         | 佐賀県     | 佐賀市   | 佐賀市     | 鍋島町大字森田               | 東新庄交差点                        |
| 佐賀県道248号鍋島停車場東山田線                                                                       | 佐賀県     | 佐賀市   | 佐賀市     | 鍋島町大字森田               | 森田交差点                          |
| 佐賀県道401号佐賀環状自転車道線                                                                       | 佐賀県     | 佐賀市   | 佐賀市     | 鍋島町大字森田               |                                     |
| 国道203号 重複区間終点 佐賀県道48号佐賀外環状線                                                       | 佐賀県     | 小城市   | 小城市     | 三日月町樋口                 | 五条交差点                          |
| 佐賀県道212号川上牛津線 重複区間起点                                                                  | 佐賀県     | 小城市   | 小城市     | 牛津町柿樋瀬                 | 牛津町上柿樋瀬交差点                |
| 佐賀県道42号小城牛津線 佐賀県道212号川上牛津線 重複区間終点                                           | 佐賀県     | 小城市   | 小城市     | 牛津町柿樋瀬                 | 小城消防署南交差点                  |
| 国道207号 重複区間起点                                                                                | 佐賀県     | 小城市   | 小城市     | 牛津町勝                     | 前満江交差点                        |
| 佐賀県道284号別府牛津停車場線 重複区間起点                                                            | 佐賀県     | 小城市   | 小城市     | 牛津町上砥川                 | 牛津町砥川新宿東交差点              |
| 佐賀県道284号別府牛津停車場線 重複区間終点                                                            | 佐賀県     | 小城市   | 小城市     | 牛津町上砥川                 | 牛津町砥川新宿交差点                |
| 佐賀県道35号多久江北線                                                                                | 佐賀県     | 杵島郡   | 江北町     | 大字惣領分                   | 江北町上惣交差点                    |
| 佐賀県道339号江北芦刈線                                                                               | 佐賀県     | 杵島郡   | 江北町     | 大字佐留志                   | 宿交差点                            |
| 国道207号 重複区間終点                                                                                | 佐賀県     | 杵島郡   | 江北町     | 大字山口                     | 東分交差点                          |
| 佐賀県道351号久間大町線                                                                               | 佐賀県     | 杵島郡   | 大町町     | 大字大町                     | 大町ひじり学園前交差点              |
| 佐賀県道214号白石大町線                                                                               | 佐賀県     | 杵島郡   | 大町町     | 大字福母                     | 下潟交差点                          |
| 国道34号 / 武雄バイパス                                                                               | 佐賀県     | 武雄市   | 武雄市     | 北方町大字大崎               | 北方中学校入口交差点                |
| 佐賀県道24号武雄多久線 重複区間起点                                                                   | 佐賀県     | 武雄市   | 武雄市     | 北方町大字大崎               | 大崎交差点                          |
| 国道498号 重複区間起点                                                                                | 佐賀県     | 武雄市   | 武雄市     | 北方町大字大崎               | 北方工業団地入口交差点              |
| 国道498号 重複区間終点 佐賀県道24号武雄多久線 重複区間終点 E34 長崎自動車道                           | 佐賀県     | 武雄市   | 武雄市     | 北方町大字大崎               | 武雄北方インター交差点 5 武雄北方IC |
| 国道34号 / 武雄バイパス                                                                               | 佐賀県     | 武雄市   | 武雄市     | 北方町大字大崎               | 武雄北方インター南交差点            |
| 国道498号                                                                                             | 佐賀県     | 武雄市   | 武雄市     | 橘町大字片白                 | 二俣交差点                          |
| 佐賀県道53号武雄伊万里線 佐賀県道345号武雄白石線                                                      | 佐賀県     | 武雄市   | 武雄市     | 武雄町大字昭和               | 武雄市民体育館入口交差点            |
| 佐賀県道330号武雄塩田線                                                                               | 佐賀県     | 武雄市   | 武雄市     | 武雄町大字武雄               | 武雄高校前交差点                    |
| 国道35号 佐賀県道24号武雄多久線                                                                       | 佐賀県     | 武雄市   | 武雄市     | 武雄町大字武雄               | 下西山交差点                        |
| 佐賀県道208号大木庭武雄線                                                                             | 佐賀県     | 武雄市   | 武雄市     | 東川登町大字永野             | 武雄市寺ノ下交差点                  |
| E35 西九州自動車道 / 武雄佐世保道路                                                                   | 佐賀県     | 武雄市   | 武雄市     | 東川登町大字袴野             | 武雄南IC交差点 6 武雄南IC           |
| 佐賀県道・長崎県道102号塩田波佐見線 重複区間起点                                                      | 佐賀県     | 武雄市   | 武雄市     | 西川登町大字小田志（こたじ） | 日出城（ひのだしろ）交差点          |
| 佐賀県道・長崎県道102号塩田波佐見線 重複区間終点                                                      | 佐賀県     | 嬉野市   | 嬉野市     | 塩田町大字大草野丙           | 塩田町長谷交差点                    |
| 佐賀県道28号嬉野塩田線                                                                                | 佐賀県     | 嬉野市   | 嬉野市     | 嬉野町大字下宿乙             | 嬉野町一位原交差点                  |
| 佐賀県道346号嬉野下宿塩田線 重複区間起点                                                              | 佐賀県     | 嬉野市   | 嬉野市     | 嬉野町大字下宿甲             | 三本桜交差点                        |
| 佐賀県道346号嬉野下宿塩田線 重複区間終点                                                              | 佐賀県     | 嬉野市   | 嬉野市     | 嬉野町大字下宿甲             | 嬉野町下宿交差点                    |
| 佐賀県道349号嬉野温泉停車場線                                                                         | 佐賀県     | 嬉野市   | 嬉野市     | 嬉野町大字下宿甲             | 嬉野温泉駅前交差点                  |
| 佐賀県道41号鹿島嬉野線 佐賀県道303号岩屋川内嬉野線                                                    | 佐賀県     | 嬉野市   | 嬉野市     | 嬉野町大字下宿甲             | 築城交差点                          |
| 長崎県道・佐賀県道1号佐世保嬉野線                                                                     | 佐賀県     | 嬉野市   | 嬉野市     | 嬉野町大字下宿乙             | 嬉野総合支所前交差点                |
| 長崎県道・佐賀県道6号大村嬉野線                                                                       | 佐賀県     | 嬉野市   | 嬉野市     | 嬉野町大字下宿丙             | 嬉野町轟交差点                      |
| 佐賀県道・長崎県道106号嬉野川棚線                                                                     | 佐賀県     | 嬉野市   | 嬉野市     | 嬉野町大字不動山甲           |                                     |
| 多良岳西部広域農道 / 大村レインボーロード                                                             | 長崎県     | 東彼杵郡 | 東彼杵町   | 彼杵宿郷                     | 彼杵宿郷交差点                      |
| E34 長崎自動車道 国道205号                                                                            | 長崎県     | 東彼杵郡 | 東彼杵町   | 彼杵宿郷                     | 江頭交差点 8 東そのぎIC             |
| 長崎県道190号千綿渓線                                                                                 | 長崎県     | 東彼杵郡 | 東彼杵町   | 八反田郷                     | 八反田郷交差点                      |
| 長崎県道・佐賀県道6号大村嬉野線                                                                       | 長崎県     | 大村市   | 大村市     | 松原1丁目                    | 野岳入口交差点                      |
| 長崎県道126号松原停車場線                                                                             | 長崎県     | 大村市   | 大村市     | 松原本町                     | 松原本町交差点                      |
| 長崎県道257号大村外環状線                                                                             | 長崎県     | 大村市   | 大村市     | 沖田町                       |                                     |
| 長崎県道127号竹松停車場線                                                                             | 長崎県     | 大村市   | 大村市     | 大川田町                     | 大川田町交差点                      |
| 国道444号 長崎県道38号長崎空港線                                                                      | 長崎県     | 大村市   | 大村市     | 桜馬場2丁目                  | 桜馬場交差点                        |
| 長崎県道17号大村停車場線                                                                              | 長崎県     | 大村市   | 大村市     | 西本町                       |                                     |
| 長崎県道37号大村貝津線                                                                                | 長崎県     | 大村市   | 大村市     | 久原                         | 与崎交差点                          |
| 大村東彼広域農道 / 大村湾グリーンロード                                                               | 長崎県     | 諫早市   | 諫早市     | 下大渡野町                   |                                     |
| 長崎県道212号富川渓線                                                                                 | 長崎県     | 諫早市   | 諫早市     | 下大渡野町                   | 本野入口交差点                      |
| 国道57号 重複区間起点 国道207号 重複区間起点 国道251号                                                | 長崎県     | 諫早市   | 諫早市     | 小船越町                     | 小船越トンネル交差点                |
| 長崎県道125号諫早外環状線 / 島原道路                                                                  | 長崎県     | 諫早市   | 諫早市     | 小船越町                     |                                     |
| 長崎県道37号大村貝津線                                                                                | 長崎県     | 諫早市   | 諫早市     | 貝津町                       | 貝津町交差点                        |
| E34 長崎自動車道                                                                                      | 長崎県     | 諫早市   | 諫早市     | 貝津町                       | 10 諫早IC                           |
| 長崎県道129号久山港線 長崎県道138号田結久山線                                                         | 長崎県     | 諫早市   | 諫早市     | 久山町                       | 久山交差点                          |
| 国道207号 重複区間終点                                                                                | 長崎県     | 諫早市   | 諫早市     | 多良見町化屋                 | 喜々津駅東口交差点                  |
| E34 長崎自動車道 E96 長崎バイパス                                                                     | 長崎県     | 諫早市   | 諫早市     | 多良見町市布                 | 11 長崎多良見IC                     |
| 長崎県道45号東長崎長与線                                                                              | 長崎県     | 長崎市   | 長崎市     | 平間町                       | 滝の観音入口交差点                  |
| 国道251号 重複区間起点                                                                                | 長崎県     | 長崎市   | 長崎市     | 田中町                       | 切通交差点                          |
| 長崎県道34号野母崎宿線                                                                                | 長崎県     | 長崎市   | 長崎市     | 宿町                         | 網場入口交差点                      |
| 長崎県道116号長崎芒塚インター線                                                                       | 長崎県     | 長崎市   | 長崎市     | 芒塚町                       | 日見バイパス東口交差点              |
| 長崎県道116号長崎芒塚インター線                                                                       | 長崎県     | 長崎市   | 長崎市     | 本河内町                     | 日見バイパス西口交差点              |
| 長崎県道235号昭和馬町線                                                                               | 長崎県     | 長崎市   | 長崎市     | 馬町                         | 馬町交差点                          |
| 国道57号 重複区間終点 国道202号 国道206号 国道251号 重複区間終点 国道324号                            | 長崎県     | 長崎市   | 長崎市     | 江戸町                       | 江戸町交差点 / 終点                 |

### 交差する鉄道
- 鹿児島本線
- 長崎本線
- 九州新幹線
- 唐津線
- 佐世保線
- 西九州新幹線
- 大村線

### 峠
- 佐賀県
  - 平原峠（標高40 m、武雄市）
  - 俵坂峠（標高190 m、嬉野市 - 長崎県東彼杵郡東彼杵町）
- 長崎県
  - 鈴田峠（標高79 m、大村市 - 諫早市））
  - 日見峠（標高150 m、長崎市

## ギャラリー

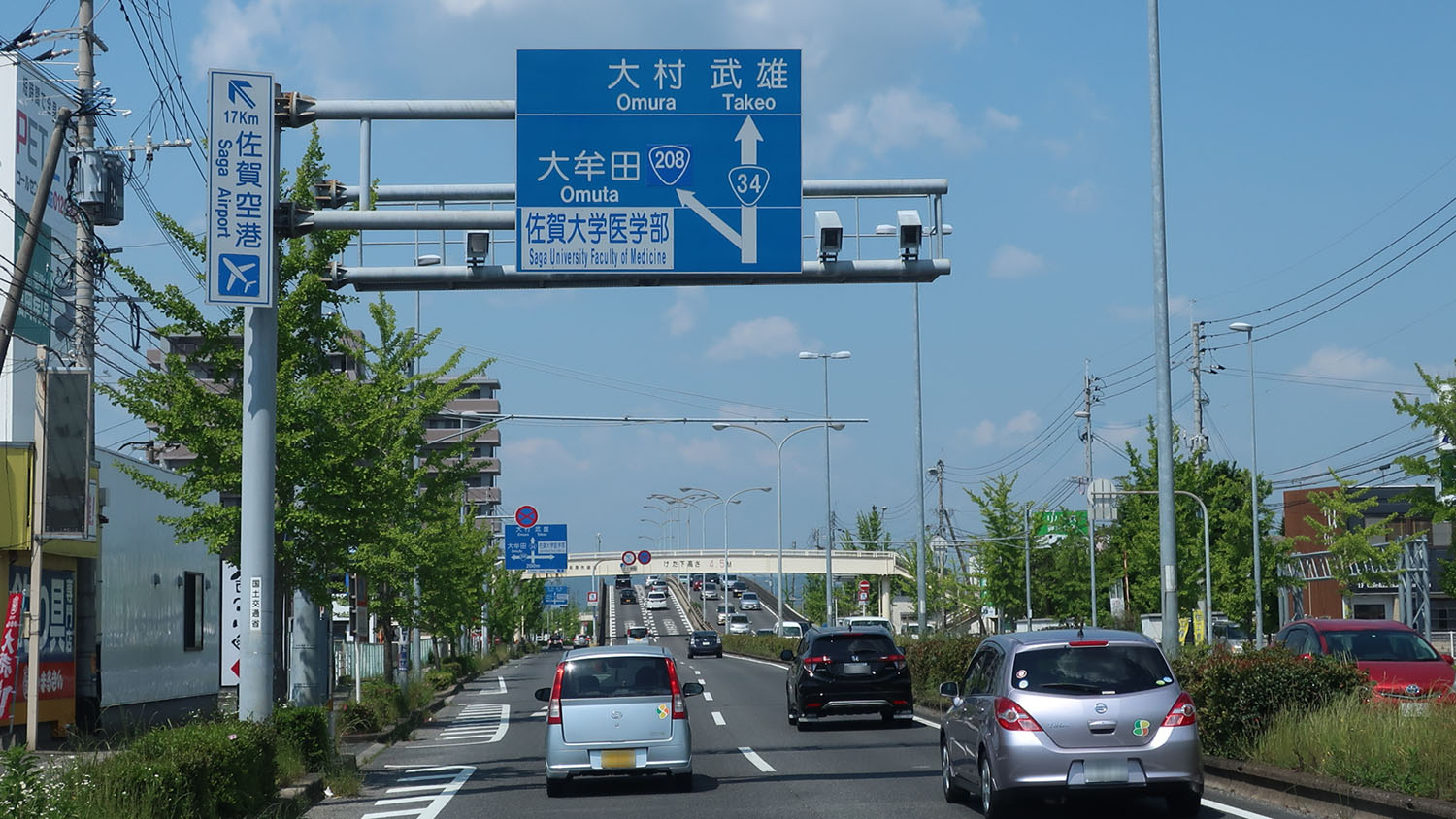
国道208号との分岐 佐賀県佐賀市鍋島町
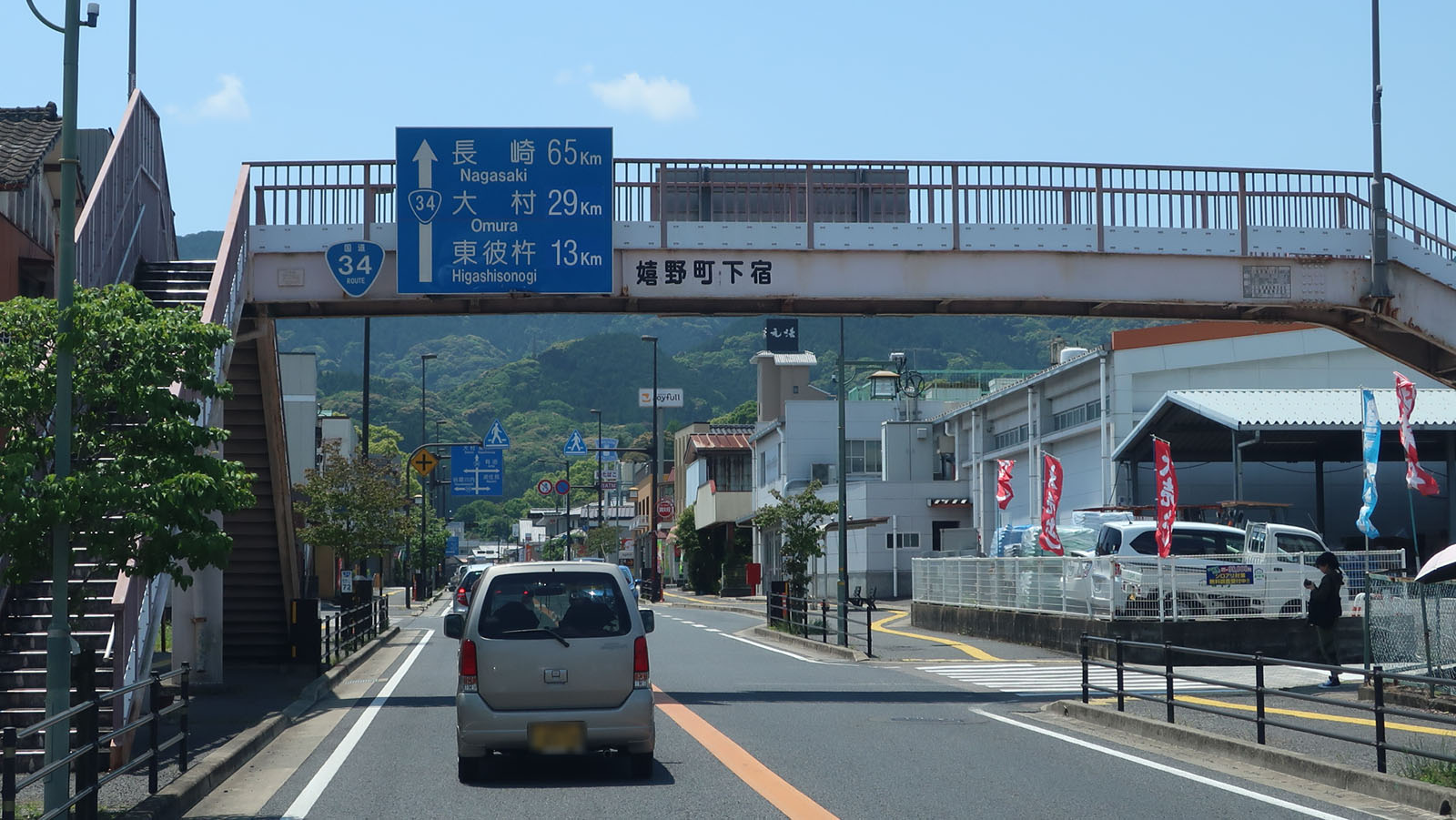
佐賀県嬉野市嬉野町下宿
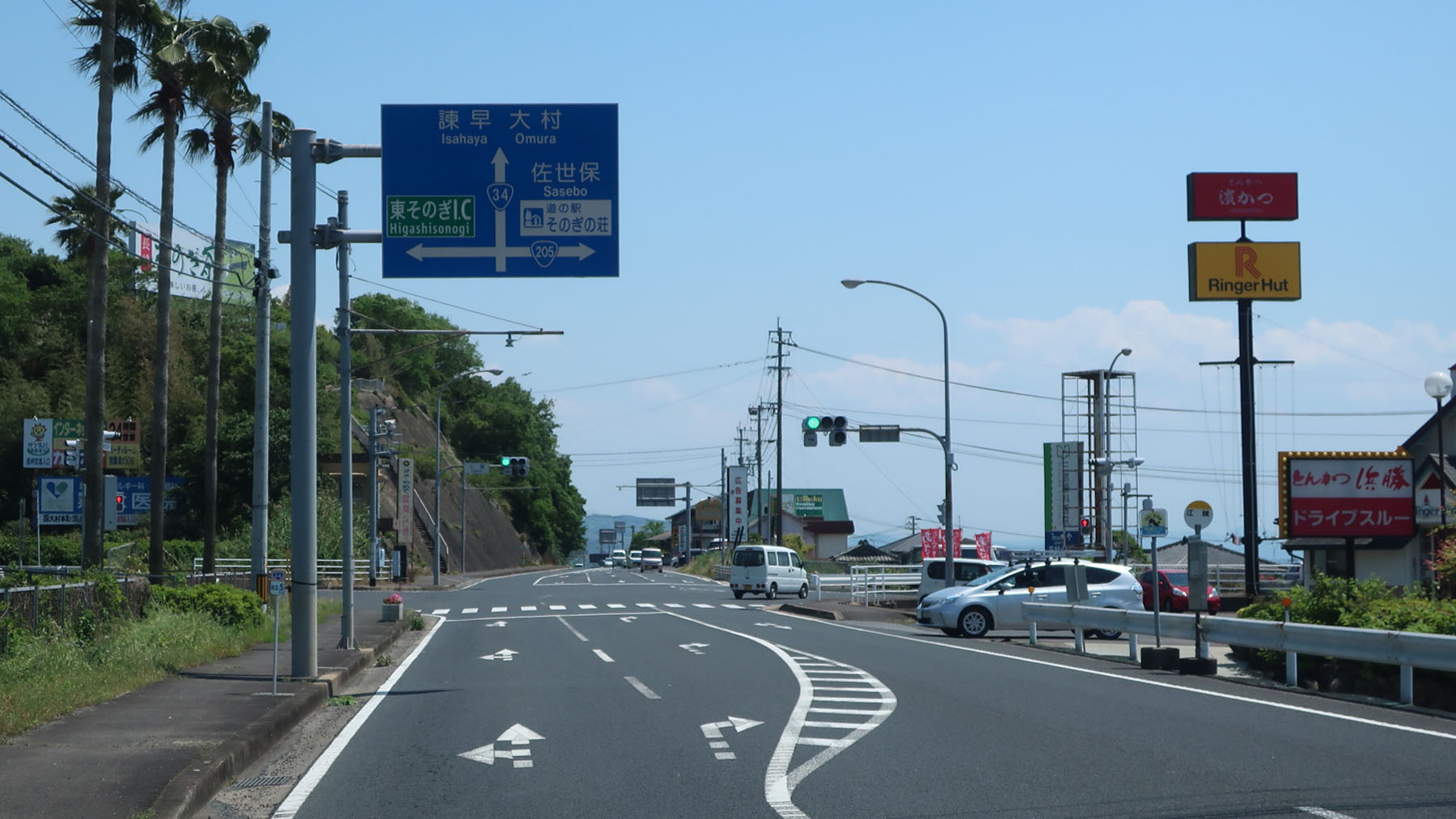
国道205号との分岐 長崎県東彼杵郡東彼杵町
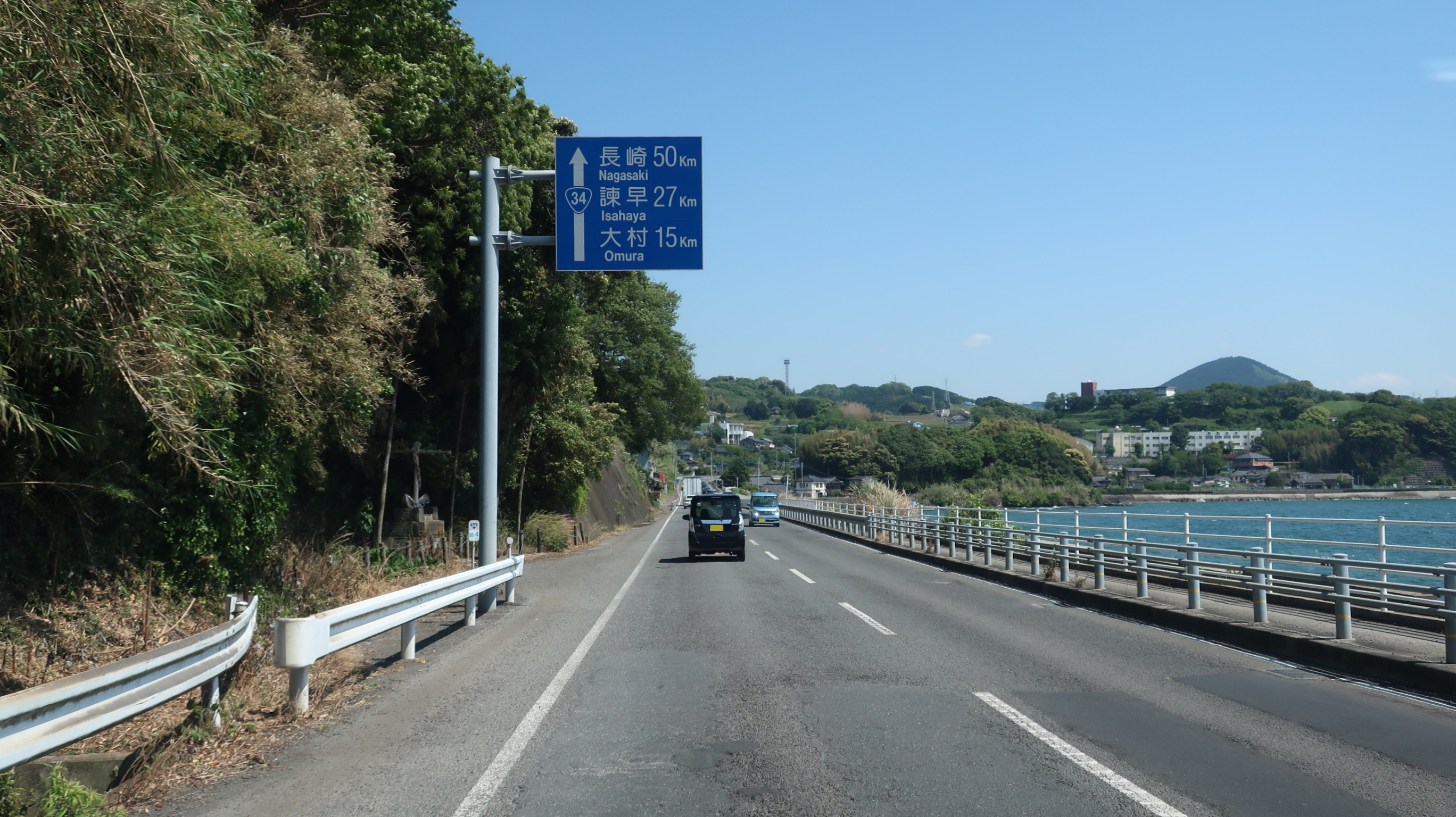
長崎県東彼杵郡東彼杵町
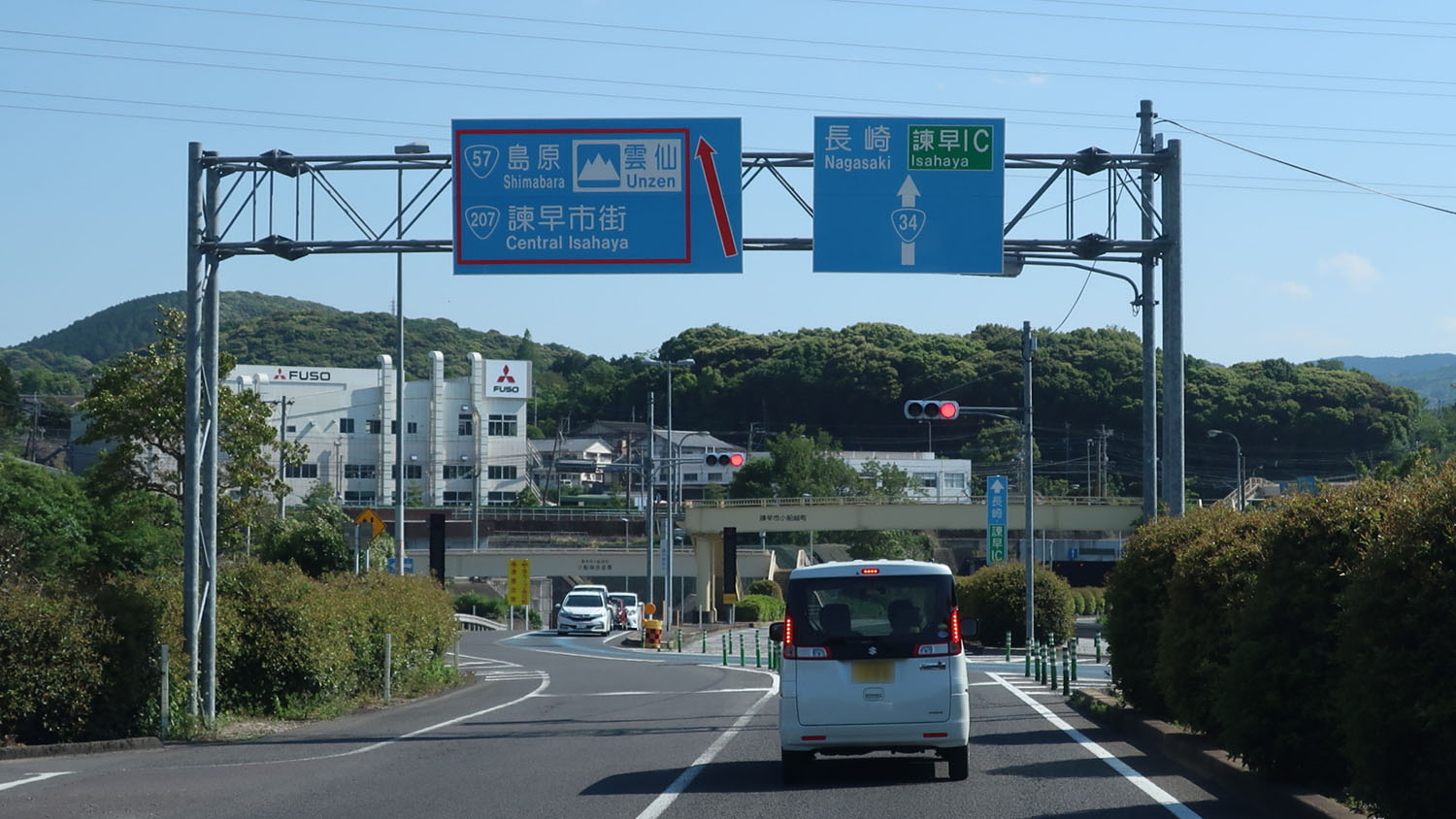
国道207号との分岐 長崎県諫早市
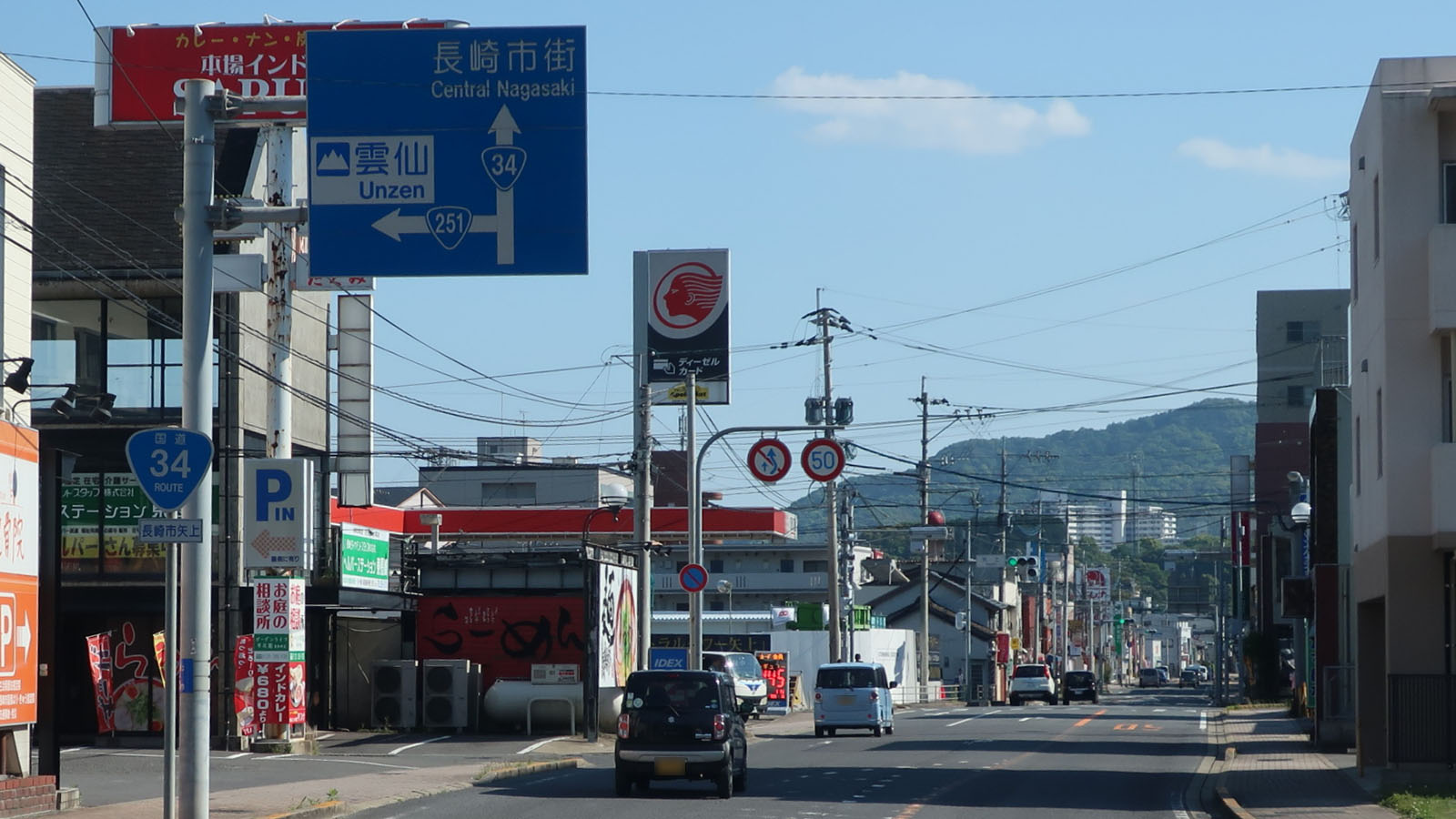
長崎県長崎市矢上町
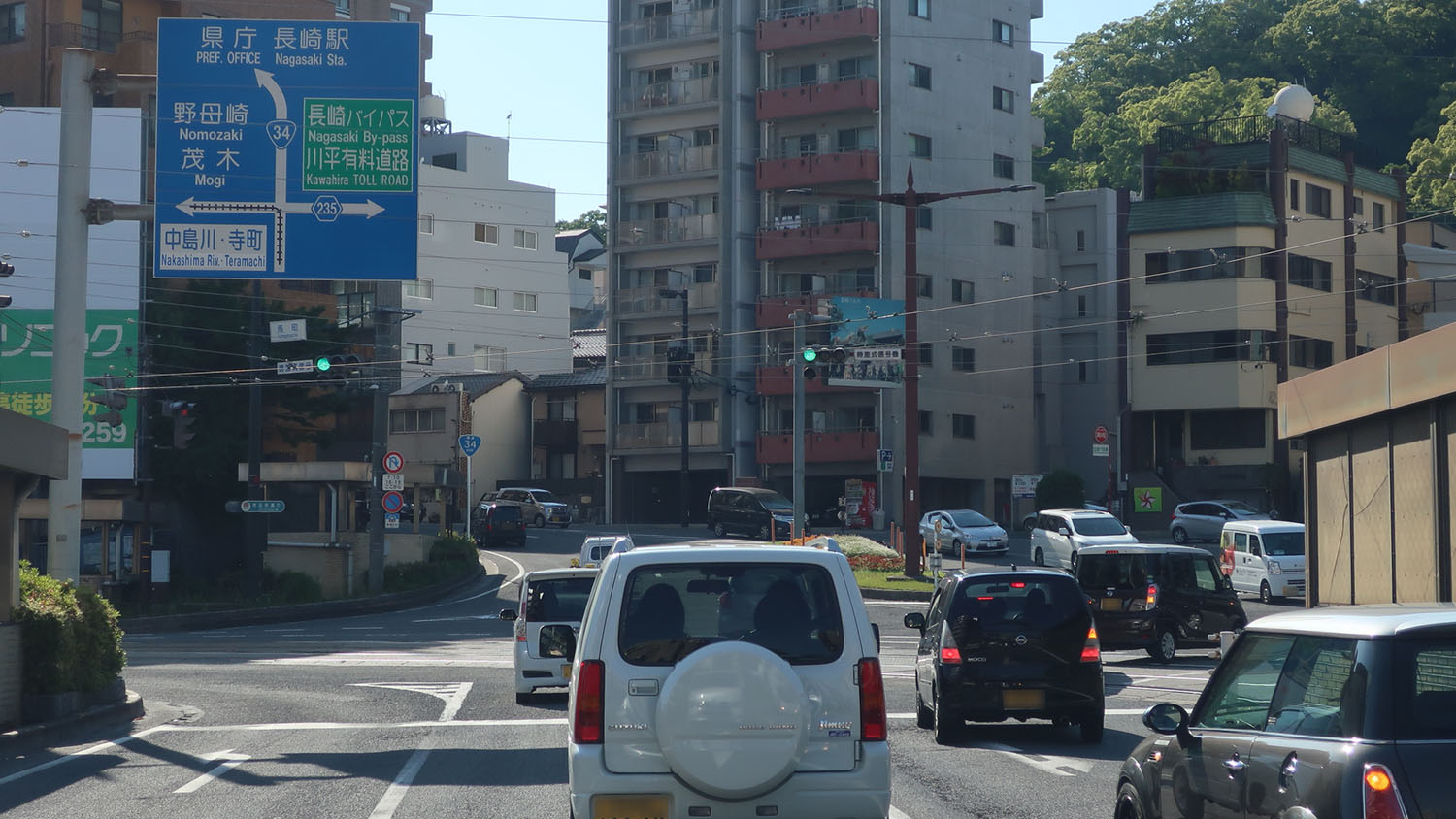
日見バイパス 長崎県長崎市伊勢町